# Pedekok
Pedekok is een bestuurslaag in het regentschap Aceh Tengah van de provincie Atjeh, Indonesië. Pedekok telt 495 inwoners (volkstelling 2010).